# تدرجينات
التدرجينات أو التدرجيات وأشباهها (الاسم العلمي: Phasianoidea) هي فوق فصيلة من الطيور يتبع رتيبة التدرجيات من رتبة الدجاجيات.

## التصنيف
- سمان العالم الجديد
  - سمان الغابة